# 林迪尔 (犹他州)
林迪尔（英文：Lynndyl），是美国犹他州米勒德县下属的一座城市。建市于 1907年，面积大约为3.56平方英里（9.2平方公里），海拔约为4,787英尺（1,459米）。根据2010年美国人口普查，该市有人口106人。